# Oranje boogbladroller
De oranje boogbladroller (Acleris notana) is een vlinder uit de familie bladrollers (Tortricidae). De wetenschappelijke naam is voor het eerst geldig gepubliceerd in 1806 door Donovan.
De soort komt voor in Europa.